# 吴京 (1914年)
吴京（1914年12月—1996年8月25日），男，浙江杭州人，中华人民共和国采矿工程师、政治人物，毕业于焦作工学院（今中国矿业大学），曾任中国国民党革命委员会中央委员会常务委员，第八届全国政协委员。